# سنگ نگاره‌های گشت
سنگ نگاره‌های گشت، مربوط به هزاره اول قبل از میلاد است و در شهرستان سراوان، بخش مرکزی، شهر گُشت و دهستان گشت واقع شده‌است، نشان از تاریخ کهن، هنر کهن منطقه گُشت است. مناطق کوهستانی و دره‌های فراوان اطراف گُشت، زیستگاه‌های کهن ایران را به نشان می‌گذارند. قدمت بعضی از آنها در کوه‌های اطراف گُشت به ۱۲۰۰۰ سال قبل می‌رسد.

## تاریخچه
سنگ نگاره‌های گشت که در چندین نقطه این شهر وجود دارند قدمتی چندین هزار ساله داشته و یادگاری از اعماق تاریخ بلوچستان هستند که اسرار کشف نشده فراوانی در دل خود جای داده‌اند
هنگامی که برای اولین بار با نقوش تصویری این سنگ نگاره‌ها مواجه می‌شوید، تنوع نقوش شما را به وجد می‌آورد و زمانی که درصدد پی بردن به تاریخ نگارششان بر می‌آیید، حیرت‌زده خواهید شد و اولین سؤالی که به ذهنتان خطور خواهد کرد این است که چگونه این همه نقوش با این تنوع و با این گستره تاریخی در یک جا گرد هم آمده‌اند؟ چگونه ممکن است انسانهایی از دوران سنگ، (چند هزار سال پیش) تا دوران اسلامی این صخره را برای ثبت یادگارهای خود برگزینند؟ چگونه این هنرمندان آثار خود را که به صورت صحنه ای، تنوع گیاهی، جانوری وادوات شکار، حیوانی دردره‌های مختلف، به بهترین جهت خلق کرده‌اند تا از حدود ۱۲هزار سال قبل تا کنون این آثار هنری حفظ شوند.
نگاره‌ها یا هنرهای صخره ای، که در چندین نقطه شهر گشت در منطقه بندیک، گیشان گوادر، دورآپ همانند میخی بر زمین کوبیده شده‌اند، شناسنامه یا سندهای دست اولی هستند که نمادی از هویت ملی این دیار محسوب شده و کهن‌ترین آثار هنری و تاریخی به جای مانده از گذشتگان آن دیارند که در خود اسرار کشف نشده فراوانی دارند و براحتی با وسیله نقلیه می‌توان از این موزه طبیعی بازید نمود
این آثار بهترین سامانه‌هایی بوده که انسان‌های گذشته از طریق آنها ادامه حیات داده و با یکدیگر و جوامع بشری سخن گفته و ارتباط برقرار کرده‌اند
نقوش این سنگ نگاره‌ها مملو از رمز و رازهای فراوان است، احتمالاً بر گرفته از تجربیات عینی و باورها و اعتقادات و نگرش پیشینیان به محیط زیست است.
بیشترین نقوش تکراری بر روی سنگ نگاره در شهر گشت همچون دیگر نقاط دارای سنگ نگاره بزکوهی است.
هنری که فرهنگ و پیشینه بلوچستان زمین را بازگو می‌کند که البته با هزار افسوس این هنرها نه تنها به روی گردشگران خارجی بلکه به علت نداشتن امکانات و عدم برنامه‌ریزی و شاید عدم علاقه به آثار گذشتگان به روی گردشگران داخلی هم بسته و ناشناخته مانده‌است.
سنگ نگاره‌ها فرصت فراموش شده گردشگری هستند، با اینکه مدتها از کشف سنگ نگاره‌های چندین هزار ساله شهر گشت می‌گذرد اما تاکنون اقدامی در جهت توسعه گردشگری این منطقه صورت نگرفته است و کوه‌ها تنها همدم این سنگ نگاره‌ها هستند.

## نقوش
- شکار، جنگ
- ابزار جنگی: شمشیر، نیزه، تیر و کمان
- حیوانات: قوچ، اسب، آهو، بز

نقوش دیگر: جای دست و پا، نقوش متقارن، نقوشی نقطه چین،

## موقعیت
- دره مرزمانیک
- دره بَندیک
- گورستان تاریخی گشت به‌صورت پراکنده
- بُندران
- گشت قدیم (گوادر)
- گِرَوانی
- رَزَک

## آسیب‌ها
- سرقت سنگ‌های کوچک
- حکاکی اسم روی سنگ‌نگاره‌ها جهت یادگاری توسط افراد ناآگاه
- جابجایی
- فرسایش

تخریب توسط شهرداری گشت
استفاده از سنگ‌های منقش به سنگ‌نگاره توسط شهرداری و شورای اسلامی شهر گشت جهت احداث سیل‌بند در انتهای خیابان شهید حسین‌بر خبر ساز شد که شهرداری گشت این موضوع را تکذیب کرد.

## نگارخانه

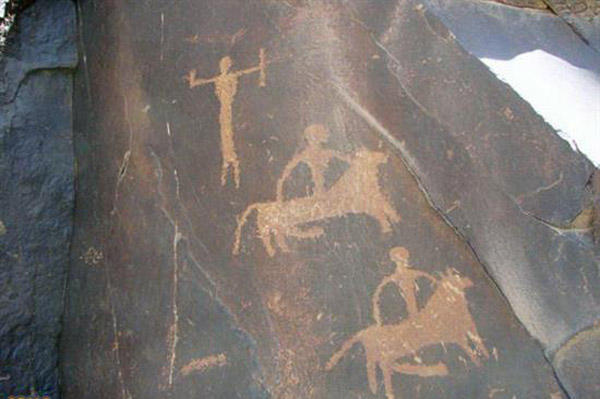
سنگ‌نگاره‌های گُشت
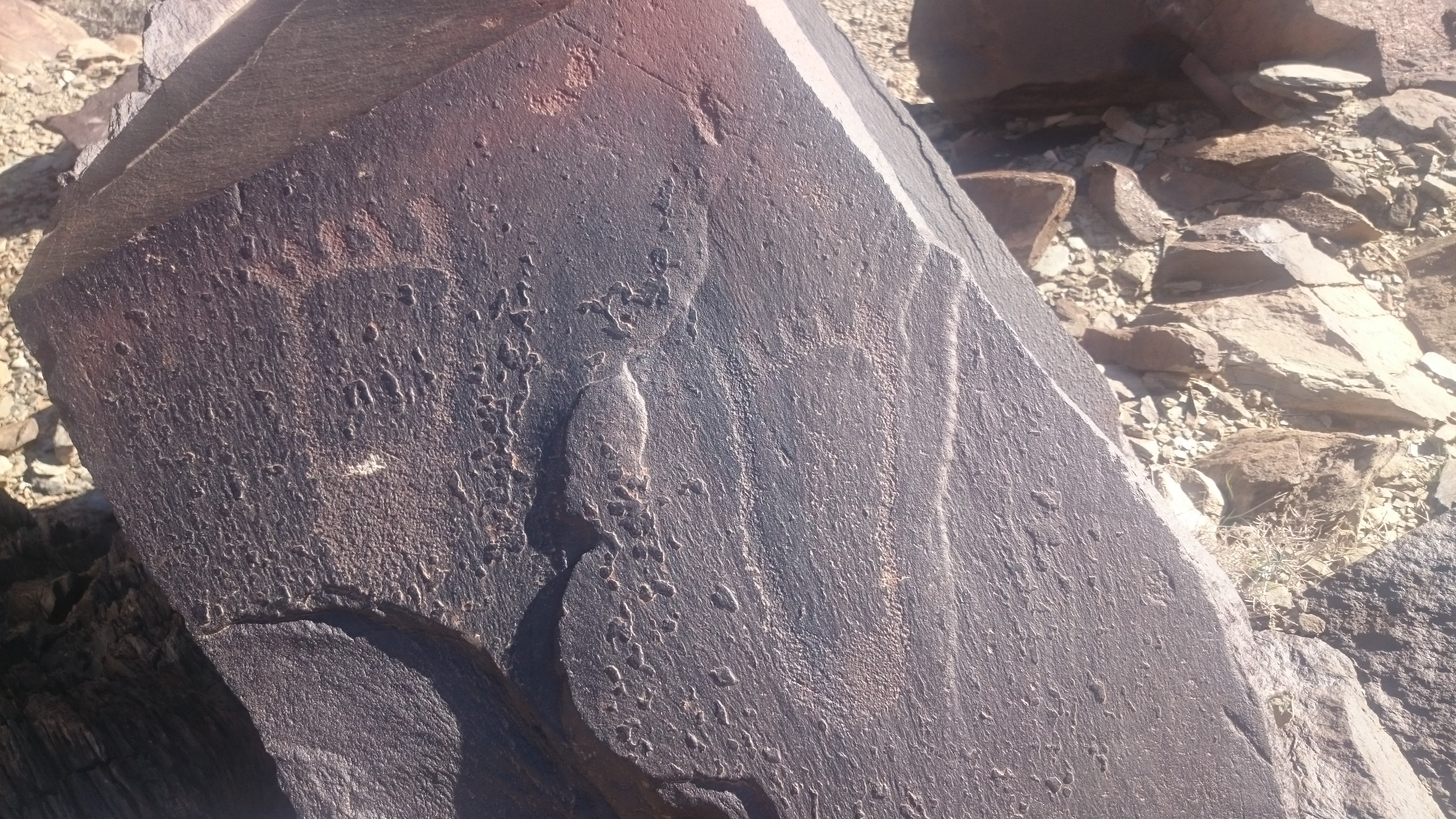
سنگ‌نگاره‌های منحصر بفرد گشت، حکاکی رد پا روی سنگ، واقع در مرزمانیک
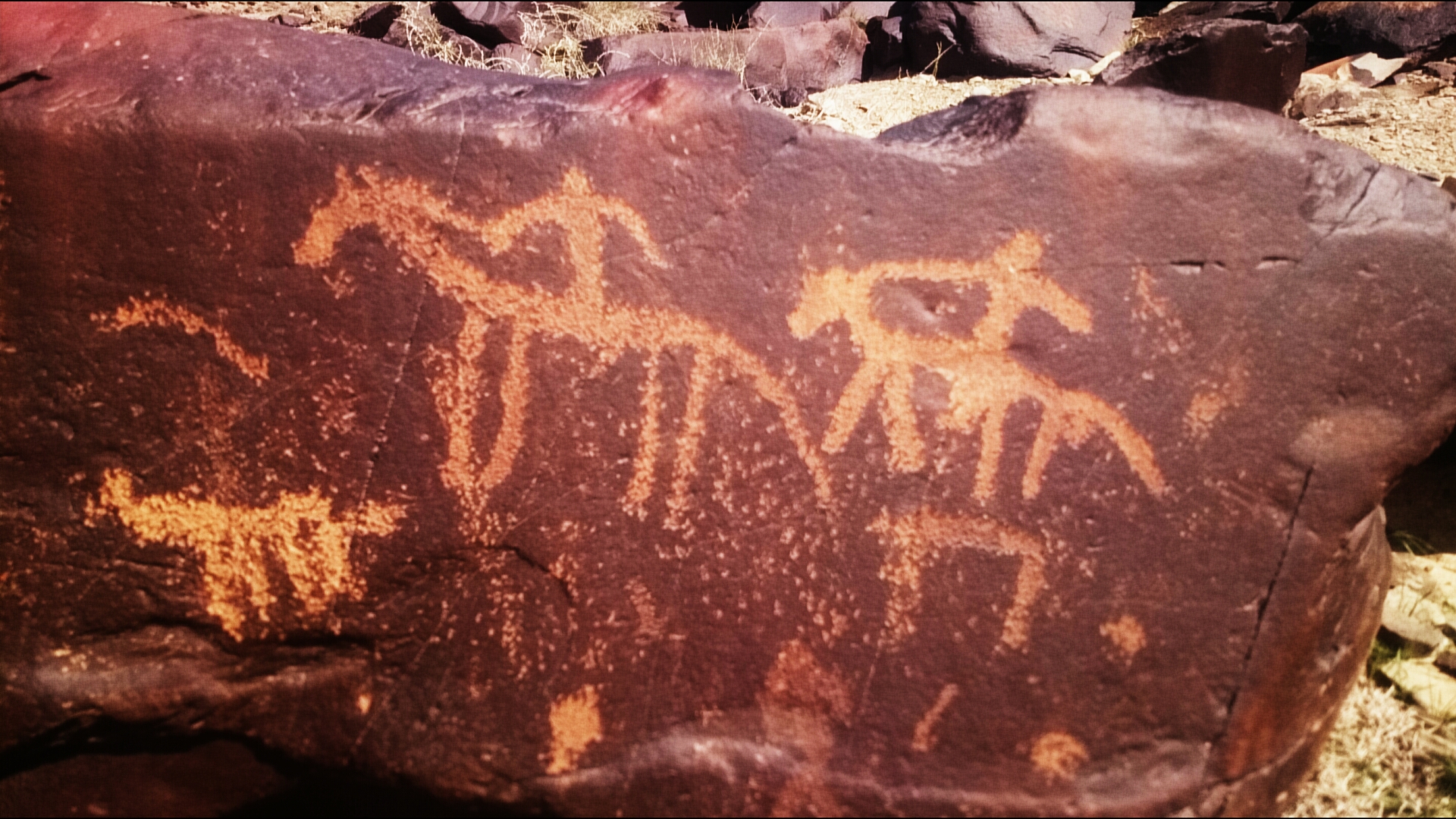
سنگ‌نگاره‌های مرزمانیک